# Vlakplaas
Vlakplaas egy farm a Dél-afrikai Köztársaságban, Pretoriától húsz kilométerre, amely az apartheid rendszerben a rendőrség által felállított terrorelhárítási (külföldi újságokban halálosztagként emlegetett) C10-es (később C1-es Egység) központja volt.
A C10-es, későbbi nevén C1-es egység, amelyet főhadiszállásáról Vlakplaas néven is emlegettek, félkatonai szervezetként működött. Feladata a rendszerellenesek és az Mkhonto we Sizwe terrorszervezet tagjainak elfogása, „meggyőzése”, vagy likvidálása volt. Az egység első parancsnoka Dirk Coetzee volt, őt Eugene de Kock követte a poszton.
1986-ban, az akkor már nyugdíjazott Coetzee egy újságnak elismerte a szervezet létezését. Elmondta, hogy a dél-afrikai rendőrségnek öt ilyen egysége van, amelyek Szváziföldön, Lesothóban, Mozambikban, Zimbabwében, Nagy-Britanniában és a Dél-afrikai Köztársaságon belül tevékenykednek. Az ügynökök civil ruhában, de felfegyverezve dolgoznak, és nem lehet felismerni, hogy a rendőrséghez tartoznak. A halálbrigádokban az Afrikai Nemzeti Kongresszus volt gerilláit is alkalmazták, hogy egykori elvtársaik ellen harcoljanak. Coetzee elismerte Griffiths Mxenge, egy durbani ügyvéd 1981-es meggyilkolását.
2007 augusztusban a kormány bejelentette, hogy a farm a gyógyítás központjaként működik a jövőben. Feladata a hagyományos gyógyításban használatos növények kutatása, illetve a tradicionális helyi gyógyítók és a nyugati orvoslás gyakorlói közötti együttműködését népszerűsítése lesz.

## Fordítás
- Ez a szócikk részben vagy egészben  a   Vlakplaas című angol Wikipédia-szócikk fordításán alapul.  Az eredeti cikk szerkesztőit annak laptörténete sorolja fel. Ez a jelzés csupán a megfogalmazás eredetét és a szerzői jogokat jelzi, nem szolgál a cikkben szereplő információk forrásmegjelöléseként.